# Brent Scott
Brent Steven Scott (Jackson, 15 giugno 1971) è un ex cestista e allenatore di pallacanestro statunitense, professionista nella NBA e in Europa.

## Carriera

### Giocatore
Di ruolo centro, arrivò per la prima volta nel campionato italiano nel 1995-1996, ingaggiato dalla Libertas Forlì in Serie A1 con cui viaggiò a medie di 16,5 punti, 9,5 rimbalzi e il 67,6% al tiro da due.
Dopo un'estate nella lega USBL, nel 1996-1997 trascorse la sua prima e unica stagione in NBA totalizzando 16 apparizioni con gli Indiana Pacers. Dopo questa esperienza fece ritorno in USBL, poi vestì per un'annata i colori del TAU Vitoria, contribuendo con 13,6 punti in regular season e 15,0 nei play-off al raggiungimento delle finali play-off che videro però il club basco sconfitto.
Per la stagione 1998-1999 scese nella Serie A2 italiana ingaggiato dalla Viola Reggio Calabria. Scott ebbe una stagione da 19,9 punti e 11,7 rimbalzi di media, mentre a livello di squadra i calabresi centrarono la promozione dopo il 3-0 nella serie finale play-off contro Biella.
Queste prestazioni gli valsero la chiamata da parte del Real Madrid. Con 11,1 punti e 6,9 rimbalzi di media in regular season e 8,1 punti e 5,8 nei play-off, Scott fece parte della rosa che divenne campione di Spagna.
Nell'estate 2000 tornò alla Viola Reggio Calabria, dove replicò i 19,9 punti di media di due anni prima (oltre a 9,9 rimbalzi), questa volta però in Serie A1 e non in A2. Le sue prestazioni contribuirono al raggiungimento della salvezza.
Venne poi firmato dalla Pallalcesto Amatori Udine per l'annata 2001-2002. La sua stagione, che lo vide mettere a segno cifre minori rispetto alle precedenti parentesi (13,0 punti e 7,7 rimbalzi di media), si interruppe di fatto il 17 febbraio sul campo della Pallacanestro Varese, quando si fratturò l'anulare sinistro e fu costretto a un'operazione. Rientrò per due gare dei play-off a maggio, senza però incidere.
Nel 2002-2003 fu di scena in Grecia con il PAOK Salonicco, quindi giocò per altri due anni in Spagna, prima al Murcia e poi al Badalona.
Le ultime tappe della sua carriera da giocatore furono in Polonia al Włocławek e in Grecia all'AEK Atene.

### Allenatore
Dal 2012 al 2016 ricoprì la carica di assistente allenatore di Trent Johnson ai TCU Horned Frogs. Nel 2016-2017 ricoprì nuovamente il ruolo di assistente alla Rice University dove lavorò già anni prima nonché dove crebbe a livello universitario, poi venne ingaggiato come assistente di Mike Rhoades presso la Virginia Commonwealth University.

## Palmarès

### Squadra
- Campione USBL (1997)
- Campionato spagnolo: 1

Real Madrid: 1999-2000

### Individuale
- USBL Player of the Year (1996)
- USBL Postseason MVP (1997)
- 3 volte All-USBL First Team (1995, 1996, 1997)
- Miglior marcatore USBL (1996)
- 2 volte miglior rimbalzista USBL (1995, 1997)